# Aberrasine
Aberrasine là một chi bướm đêm thuộc họ Erebidae, được Volynkin và Huang mô tả lần đầu năm 2019.

## Loài
- Aberrasine aberrans (Butler, 1877)
- Aberrasine atuntseensis (Daniel, 1951)
- Aberrasine collina (Černý, 2016)
- Aberrasine dingjiai (Hsu, M.-Y. Chen & Buchsbaum, 2018)
- Aberrasine inaequidens (de Joannis, 1928)
- Aberrasine expressa (Inoue, 1988)
- Aberrasine lichenshihi (Wu & Kishida, 2020)
- Aberrasine nigrociliata (Fang, 1991)
- Aberrasine pangsau Singh, Kirti & Bisht, 2021
- Aberrasine peraffinis (Fang, 1991)
- Aberrasine separans (de Joannis, 1928)
- Aberrasine shiou (Wu & Kishida, 2020)
- Aberrasine sinuata (Fang, 1991)
- Aberrasine strigivenata (Hampson, 1894)
- Aberrasine tiani Zhu et al. 2022
- Aberrasine variata (Daniel, 1951)